# Youri Kalenga
Youri Kayembre Kalenga (ur. 27 marca 1988 w Kinszasie) – francuski bokser pochodzenia kongijskiego. Były tymczasowy mistrz świata organizacji WBA w wadze junior ciężkiej.

## Kariera
Przygodę z zawodowym boksem rozpoczął 27 lutego 2010 roku, pokonując przed czasem w trzeciej rundzie Ergina Karakaplana.
14 września 2013 roku, po szesnastu kolejnych zawodowych zwycięstwach, pojechał do Rygi na walkę z Artursem Kulikauskisem (11-18-3). Był faworytem, ale przegrał ten pojedynek jednogłośnie na punkty (93-100, 97-99, 94-100).
21 czerwca 2014 zmierzył się w Monte Carlo z Mateuszem Masternakiem (32-1, 23 KO), a stawką potyczki był pas tymczasowego mistrza świata organizacji WBA. Wygrał tę walkę niejednogłośnie na punkty (116-112, 113-115, 115-113).
15 listopada 2014 obronił po raz pierwszy pas tymczasowego mistrza świata WBA, nokautując w dwunastej rundzie na gali w Kanadzie Dentona Daleya (12-0, 6 KO).
10 kwietnia 2015 roku przegrał walkę o pas regularnego mistrza świata WBA. Pojedynek odbył się w Moskwie, a jego rywalem był obrońca tytułu, Denis Lebiediew (26-1, 20 KO). Sędziowie po dwunastu rundach walki wskazali na zwycięstwo Rosjanina w stosunku 111-116, 112-115, 110-116.
20 maja 2016 roku ponownie stanął przed szansą wywalczenia tytułu tymczasowego mistrza świata WBA. Tym razem jego rywalem w Paryżu był Kubańczyk Yunier Dorticos (20-0, 19 KO). Przegrał tę walkę przez techniczny nokaut w dziesiątej rundzie.
21 kwietnia 2018 roku podczas gali Polsat Boxing Night VIII: Noc Zemsty w Częstochowie przegrał przez RTD w szóstej rundzie rewanżowy pojedynek z Mateuszem Masternakiem.
1 marca 2019 w Legionowie przegrał przed czasem w siódmej rundzie z Michałem Cieślakiem (18-0, 12 KO).